# Grève générale de 1946 en Palestine mandataire
La grève générale de 1946 en Palestine mandataire est une grève générale qui s'est déroulée en avril 1946 en Palestine mandataire, alors sous domination britannique.

## Grève
Le 9 avril 1946, 500 postiers de Tel-Aviv et de Jaffa se mettent en grève,,, rejoints le lendemain par d'autres postiers ailleurs en Palestine et, plus tard dans la semaine, par des cheminots, ce qui constitue la première grève générale des chemins de fer et de la poste dans l'histoire de la Palestine mandataire. D'autres fonctionnaires palestiniens se joignent également à la grève, portant la participation totale à 23 000 travailleurs. Les fonctionnaires coloniaux tentent d'utiliser des soldats pour remplacer les grévistes.
Le Haut-commissaire pour la Palestine, John Valentine Wistar Shaw (en), rencontre les dirigeants de la grève pour la première fois le 18 avril. La grève se termine le 24 avril, avec un accord sur l'augmentation des salaires des employés subalternes et l'octroi d'une prime de guerre aux travailleurs.